# Vladislav Grădinari
Vladislav Grădinari (n. 15 octombrie 2008) este un jucător moldovean de snooker. În 2024, a devenit campion european la categoria sub 16 ani. Este cel mai tânăr jucător de snooker care a câștigat un meci televizat într-un turneu de clasament, performanță înregistrată la 14 ani.
A început să practice snookerul la vârsta de șapte ani. Ulterior, s-a mutat în Anglia, la Leeds, pentru a se perfecționa. Primul mare rezultat al carierei a fost victoria împotriva campioanei mondiale la feminin, Ng On Yee, în turul întâi la turneul profesionist Shoot Out din ianuarie 2023, când a devenit cel mai tânăr câștigător al unui meci în circuitul mondial. În același turneu, l-a învins și pe brazilianul Victor Sarkis în turul doi, dar a pierdut în turul trei contra englezului Tom Ford.
În martie 2024, a devenit campion european la categoria sub 16 ani, la turneul găzduit de Bosnia și Herțegovina câștigând șase meciuri. Tot în 2024, a debutat la Campionatul Mondial, dar a fost învins în primul tur din calificări de Allan Taylor, scor 10-6.